# ولاية يوكاتان
يوقطان أو يوكاتان (بالإسبانية: Yucatán)، واسمها رسميا ولاية يوكاتان الحرة وذات السيادة (بالإسبانية: Estado Libre y Soberano de Yucatán)، هي إحدى ولايات المكسيك الواحدة والثلاثين. وهي مقسمة في 106 بلدية، وعاصمتها هي مدينة ميريدا.
تقع الولاية في جنوب شرق المكسيك، في الجزء الشمالي من شبه جزيرة يوكاتان. وتحدها ولايات كامبيتشي إلى الجنوب الغربي و كينتانا رو في جنوب شرق البلاد، وتواجه خليج المكسيك قبالة ساحلها الشمالي.
كان اسم هذه المنطقة إل ماياب el Mayab قبل وصول الإسبان إلى شبه جزيرة يوكاتان. في لغة المايا، تترجم عبارة "ma' ya'ab" بكلمة «قليل». وكانت منطقة مهمة جدا لحضارة المايا، والتي وصلت إلى ذروة تطورها في هذا المكان، حيث أسست المايا مدن تشيتشن إيتزا، إسامال، موتول، مايابان، إيك بالام، وكذلك مدينة إتشكانيزيهو (وتسمى أيضا تهو)، وهي الآن ميريدا.
بعد الغزو الأسباني، أصبحت شبه جزيرة يوكاتان كيانا إداريا وسياسيا واحدا باسم النقابة العامة ليوكاتان. وبعد الاستقلال وتفكك الإمبراطورية المكسيكية في عام 1823، أعلنت جمهورية يوكاتان الأولى، ثم تم ضمها طوعا إلى جمهورية الولايات المكسيكية المتحدة الاتحادية في 21 ديسمبر 1823. ولاحقا في 16 مارس 1841، أعلنت يوكاتان استقلالها عن المكسيك لتشكل جمهورية يوكاتان الثانية، وذلك نتيجة الصراعات الثقافية والسياسية حول اتفاق الاتحاد، ولكنها عادت للاتحاد المكسيكي في نهاية المطاف في يوم 14 يوليو 1848. في عام 1858، تم تقسيم ولاية يوكاتان للمرة الأولى في خضم الحرب الطبقية، وأسست كامبيتشي كولاية منفصلة (رسميا في عام 1863). تم تقسيم ولاية يوكاتان مرة أخرى في عام 1902 خلال عهد بورفيرياتو، لتشكيل الإقليم الاتحادي الذي أصبح لاحقة ولاية كينتانا رو.
اليوم، فإن يوكاتان هي الأكثر الولايات أمانا في المكسيك  منحت مريدا لقب مدينة السلام في عام 2011.

## أعلام
- خوان باتيستا توبيتي
- ماركو ألونسو فيلا
- ميغيل أنخيل غوتيريز ماتشادو